# Arne Skouen
Arne Skouen (Oslo, 18 d'octubre de 1913 - Bærum, 24 de maig de 2003) va ser un periodista, escriptor, guionista, director i productor de cinema noruec.

## Biografia
Fill de Peder Nikolai Skouen (1883-1978) i Jenny Emanuelson (1883-1975), es va graduar a l'Escola Hegdehaugen el 1933. Va tenir tres carreres diferenciades: periodista, autor i cineasta, en part alhora.
Va ser periodista del Dagbladet del 1935 al 1941. Des de 1941, Skouen es va associar amb el Moviment de Resistència Noruec durant l'ocupació de Noruega per l'Alemanya nazi. Del 1943 al 45, Skouen va treballar a l'oficina de premsa d'Estocolm, Londres i Nova York. Després de l'alliberament de Noruega al final de la Segona Guerra Mundial, va tornar al Dagbladet com a columnista de 1946 a 1947, seguit de Verdens Gang de 1947 a 1957. Després va tornar al Dagbladet, on va treballar de 1971 a 1995.
Va debutar com a autor amb la novel·la juvenil Gymnasiast (1932), seguida de la novel·la Ruth sett meg (1937). Després va publicar l'obra infantil Barn av solen (1941) i Tre små enaktere (1943). l van seguir les seves novel·les Fest i Port des Galets i Romanen Gategutter (1948). També va publicar la seva autobiografia En journalists erindringer (1996).
Va rebre fama mundial el 1957 per la seva pel·lícula Ni Liv, que va rebre una nominació de l'Acadèmia a la Millor pel·lícula en llengua estrangera. La seva primera pel·lícula es va estrenar el 1949, titulada Gategutter (Nois del carrer). La seva pel·lícula de 1959 Herren og hans tjenere (L'amo i els seus esclaus) va participar en el 9è Festival Internacional de Cinema de Berlín. La seva pel·lícula de 1962 Kalde spor va participar en el 3r Festival Internacional de Cinema de Moscou.
El 1980 va rebre el Premi Narvesen (Narvesenprisen), el 1983 el Premi de Cultura de la ciutat d'Oslo, el 1986 el Premi Ibsen (Ibsenprisen) i el Premi Honorífic del Premi Amanda (Amandaprisen), el 1988 el Premi Honorífic del Consell de les Arts de Noruega (Norsk kulturråds ærespris), el 1993 el Premi Oslo Byes Veles i el Premi Fritt Ord. Va ser membre honorari de la Societat Dramàtica Noruega i de l'Associació Cinematogràfica Noruega.

## Vida personal
Es va casar el 1946 amb Kari Øksnevad (nascuda 1926). Van ser pares del compositor Synne Skouen (nascut el 1950). Va morir el 2003 i és enterrat al Vestre gravlund a Oslo.

## Filmografia
- Gategutter (1949)
- Nødlanding (1952)
- Cirkus Fandango (1954)
- Det brenner i natt! (1955)
- Barn av solen (1956)
- Ni liv (1957).
- Pastor Jarman kommer hjem (1958)
- Herren og hans tjenere (1959).
- Omringet (1960)
- Bussen (1961).
- Kalde spor (1962). .
- Pappa tar gull (1964)
- Musikanter (1967).
- una trilogia sobre nens amb problemes de comportament:
  - Om Tilla (1963),
  - Vaktpostene (1965)
  - Reisen til havet (1966),
- An-Magritt (1969).